# Victor de Broglie (1846–1906)
Louis-Alphonse-Victor, 5è duc de Broglie, anomenat Victor de Broglie (30 d'octubre de 1846 – 26 d'agost de 1906) fou un aristòcrata francès.

## Biografia
Victor de Broglie va néixer a Roma, on el seu pare, el polític monàrquic Albert, 4t duc de Broglie ocupava un càrrec diplomàtic.
El 26 de setembre de 1871 es va casar amb Pauline de La Forest d'Armaillé (1851–1928) a Paris. Amb ella va tenir quatre fills que van sobreviure fins a l'edat adulta, entre els quals els dos físics Maurice i Louis de Broglie, ambdós també portadors del títol ducal.
Victor de Broglie va accedir al títol de duc de Broglie a la mort del seu pare el 1901, però morí pocs anys després, passant el títol al seu fill gran, Maurice.
Maurice va morir el 1960 i va ser succeït pel seu germà Louis, que va morir el 1987. Maurice no va tenir cap fill supervivent, mentre que Louis va morir solter, i el títol va passar de forma col·lateral a Victor-François, un descendent del tercer germà del 5è Duc .